# Matter (estándar)
Matter es un estándar de conectividad de código abierto para dispositivos domésticos inteligentes e IoT (Internet de las cosas), cuyo objetivo es mejorar la interoperabilidad/compatibilidad entre distintos fabricantes y la seguridad permitiendo siempre el control local como opción.
El estándar está libre de derechos de autor, aunque los desarrolladores y fabricantes incurren en costes de certificación. Se originó en diciembre de 2019 como el grupo de trabajo "Project Connected Home over IP" (o "CHIP" para abreviar), fundado por Amazon, Apple, Google y la Zigbee Alliance, ahora llamada Connectivity Standards Alliance. Entre los miembros posteriores figuran IKEA, Huawei y Schneider. La versión 1.0 de la especificación se publicó el 4 de octubre de 2022. El kit de desarrollo de software Matter es de código abierto bajo licencia Apache.
Las actualizaciones de software compatibles con Matter para muchos concentradores existentes estuvieron disponibles a finales de 2022, y se espera que los dispositivos compatibles con Matter y las actualizaciones de software salgan a la venta durante 2023.

## Antecedentes
En diciembre de 2019, Amazon, Apple, Google, Samsung SmartThings y la Zigbee Alliance anunciaron la colaboración y formación del grupo de trabajo del Proyecto Hogar Conectado sobre IP. El objetivo del proyecto es simplificar el desarrollo para las marcas y fabricantes de productos para el hogar inteligente y, al mismo tiempo, aumentar la compatibilidad de los productos para los consumidores.
El estándar se basa en el Protocolo de Internet (IP) y funciona a través de uno o varios routers fronterizos compatibles, lo que evita el uso de múltiples concentradores propietarios. Los productos Matter funcionan localmente y no dependen de una conexión a Internet, aunque el estándar está diseñado para comunicarse fácilmente con la nube. Su objetivo es permitir la multiplataforma de dispositivos domésticos inteligentes, aplicaciones móviles y servicios en la nube, y define un conjunto específico de tecnologías de red basadas en IP para la certificación de dispositivos.
También se espera que al grupo del proyecto se unan otras empresas miembros de la junta directiva de Zigbee Alliance.

## Versiones
Está previsto que la norma se actualice cada dos años.
- La versión 1.0 de la especificación se publicó el 4 de octubre de 2022.[23] Introdujo la compatibilidad con productos de iluminación (como enchufes, luces eléctricas e interruptores), cerraduras de puertas, termostatos y controladores de calefacción, ventilación y aire acondicionado, persianas y estores, sensores de seguridad doméstica (como sensores de puertas, ventanas y movimiento) y televisores y reproductores de vídeo en streaming.[24]
- La versión 1.1 de la especificación se publicó el 18 de mayo de 2023. Aunque se trata de una nueva versión, no incluye nuevas categorías. Sólo correcciones de errores y mejoras en el SDK, la API y los dispositivos existentes.[25]
- La versión 1.2 de la especificación se publicó el 23 de octubre de 2023. Esta versión añade nueve nuevos tipos de dispositivos (frigoríficos, lavavajillas, lavadoras, robots aspiradores, detectores de humo y monóxido de carbono, sensores de calidad del aire, purificadores de aire y ventiladores). También incluye revisiones y adiciones a las categorías existentes, mejoras en la especificación y el SDK, y herramientas de certificación y ensayo.[26]

Para futuras versiones, el grupo de trabajo ha estado trabajando en la compatibilidad con aspiradoras robóticas, detección de movimiento y presencia en el entorno, detectores de humo y monóxido de carbono, sensores y controles ambientales, sensores de cierre, gestión energética, puntos de acceso Wi-Fi, cámaras y grandes electrodomésticos.

## Dispositivos compatibles
La Connectivity Standards Alliance (CSA) mantiene la lista oficial de productos certificados Matter y restringe el uso del logotipo Matter a los dispositivos certificados. Esta lista está disponible en la Búsqueda de productos certificados de la CSA. La certificación de productos Matter también se almacena en el Distributed Compliance Ledger (DCL) de la CSA, que publica información de atestación sobre los dispositivos certificados.

## Para saber más
- Wroclawski, Daniel (18 de marzo de 2022). «Matter, Explained: What the New Standard Could Mean for Your Smart Home». Consumer Reports. Consultado el 30 de abril de 2022.